# Província de Yacuma

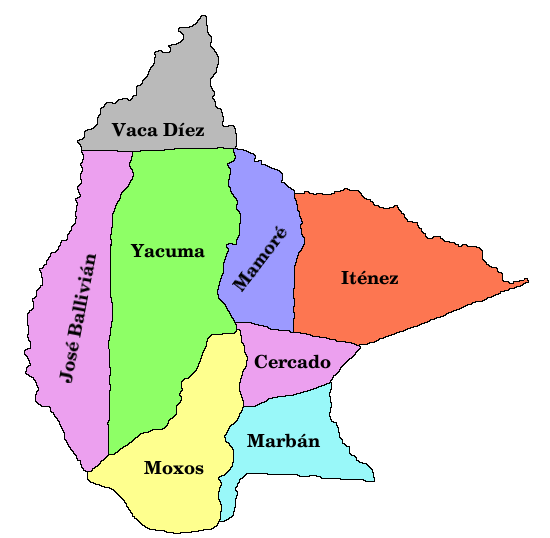
Les províncies del Departament de Beni

La província de Yacuma és una de les vuit províncies del Departament de Beni, a Bolívia. La seva capital és Santa Ana del Yacuma.